# سوزان هوارد
سوزان هوارد (بالإنجليزية: Susan Howard)‏ (و. 1944 – م) هي ممثلة، وممثلة تلفزيونية، من الولايات المتحدة الأمريكية، ولدت في مارشال، تكساس، الحزب الجمهوري.

## التعليم
تعلمت في جامعة تكساس، أوستن.

## وصلات خارجية
- سوزان هوارد على موقع IMDb (الإنجليزية)
- سوزان هوارد على موقع روتن توميتوز (الإنجليزية)
- سوزان هوارد على موقع ألو سيني (الفرنسية)
- سوزان هوارد على موقع أول موفي (الإنجليزية)
- سوزان هوارد على موقع قاعدة بيانات الأفلام السويدية (السويدية)
- سوزان هوارد على موقع إن إن دي بي (الإنجليزية)
- سوزان هوارد على موقع قاعدة بيانات الفيلم (الإنجليزية)
- سوزان هوارد على موقع كينوبويسك (الروسية)